# Parotoplanella
Parotoplanella är ett släkte av plattmaskar. Parotoplanella ingår i familjen Otoplanidae.
Kladogram enligt Catalogue of Life:
| Parotoplanella | \| \| Parotoplanella heterorhabditica \| \| \| \| \| \| Parotoplanella progermaria \| \| \| \| |
|                | \| \| Parotoplanella heterorhabditica \| \| \| \| \| \| Parotoplanella progermaria \| \| \| \| |
|                | Parotoplanella heterorhabditica                                                                |
|                |                                                                                                |
|                | Parotoplanella progermaria                                                                     |
|                |                                                                                                |